# Feunate
Feunate ist eine autochthone Weißweinsorte der Region Drôme in Frankreich. Die spätreifende Sorte erbringt alkoholarme, rustikale Weine von tiefer Farbe und ausgeprägter Adstringenz. Feunate wird praktisch nicht mehr angebaut. Die verbleibenden Rebflächen von ca. 2 Hektar befinden sich in der Nähe der Stadt Die. Kleinere Versuchsanbauten befinden sich in Kanada.
Feunate stammt von der Rebsorte Gouais Blanc ab. Der Kreuzungspartner ist bislang unbekannt.
Siehe auch die Artikel Weinbau in Frankreich und Weinbau in Kanada sowie die Liste von Rebsorten.
- Abstammung: Gouais Blanc x unbekannt.

## Ampelographische Sortenmerkmale
In der Ampelographie wird der Habitus folgendermaßen beschrieben:
- Die Triebspitze ist offen. Sie ist weißwollig behaart und mit einem karminroten Anflug versehen. Die gelblichen  Jungblätter sind leichtwollig behaart und bronzefarben gefleckt (Anthocyanflecken).
- Die großen Blätter (siehe auch den Artikel Blattform) sind ungelappt. Die Stielbucht ist lyren-förmig geschlossen. Der Blattrand ist stumpf gezahnt. Die Zähne sind im Vergleich zu anderen Rebsorten eng gesetzt.
- Die kegelförmige Traube ist mittelgroß (im Mittel 298 Gramm schwer), geflügelt und dichtbeerig. Die länglichen Beeren sind mittelgroß und wiegen im Mittel 2,9 Gramm. Sie sind bei Vollreife von schwarz-bläulicher Färbung.

Die Rebsorte Feunate treibt früh aus und reift ca. 20 Tage nach der Rebsorte Gutedel und gehört damit zu den Rebsorten der späten zweiten Reifungsperiode (siehe das Kapitel im Artikel Rebsorte). Sie zählt damit schon zu den spätreifenden Sorten. Feunate ist eine Varietät der Edlen Weinrebe (Vitis vinifera). Sie besitzt zwittrige Blüten und ist selbstfruchtend. Beim Weinbau entsteht somit nicht der ökonomische Nachteil, keinen Ertrag liefernde, männliche Pflanzen anbauen zu müssen.

## Synonyme
Feunate ist auch unter den Namen Feunata, Fleuna, Flona, Fumate und Funate bekannt.